# Jiřina Pelcová
Jiřina Pelcová z d. Adamičková (ur. 22 listopada 1969 w Jabloncu nad Nysą) – czeska biathlonistka, reprezentująca również Czechosłowację, trzykrotna medalistka mistrzostw świata, a także zdobywczyni Pucharu Świata.

## Kariera
W zawodach Pucharu Świata zadebiutowała 19 stycznia 1989 roku w Borowcu, zajmując 22. miejsce w biegu indywidualnym. Tym samym już w debiucie zdobyła pierwsze punkty. Na podium zawodów pucharowych pierwszy raz stanęła 16 grudnia 1989 roku w Obertilliach, wygrywając rywalizację w sprincie. W zawodach tych wyprzedziła dwie reprezentantki ZSRR: Swietłanę Dawydową i Swietłanę Paniutinę. W kolejnych startach jeszcze pięć razy stawała na podium, za każdym razem zwyciężając: 27 stycznia 1990 roku w Ruhpolding i 3 lutego 1990 roku w Walchsee była najlepsza w sprintach, a 19 stycznia 1990 roku w Anterselvie, 15 marca 1990 roku w Kontiolahti i 14 marca 1992 roku w Fagernes wygrywała biegi indywidualne. Najlepsze wyniki osiągnęła w sezonie 1989/1990, kiedy zwyciężyła w klasyfikacji generalnej i klasyfikacji sprintu, a w klasyfikacji biegu indywidualnego była druga.
Podczas mistrzostw świata w Feistritz w 1989 roku wspólnie z Renatą Novotną i Evą Hákovą zdobyła brązowy medal w sztafecie. Był to pierwszy w historii medal dla Czechosłowacji w tej konkurencji. Na rozgrywanych trzy lata później mistrzostwach świata w Oslo/Mińsku/Kontiolahti razem z Gabrielą Suvovą, Janą Vápeníkovą i Evą Hákovą zajęła trzecie miejsce w biegu drużynowym. Ponadto podczas mistrzostw świata w Borowcu w 1993 roku zdobyła złoty medal w sztafecie, pierwszy w historii dla Czech w tej konkurencji. Startowała tam z Vápeníkovą, Hákovą i Ivetą Knížkovą. Była też między innymi czwarta w sprincie na mistrzostwach świata w Lahti w 1991 roku, przegrywając walkę o podium z Jeleną Gołowiną z ZSRR.
W 1992 roku wystartowała na igrzyskach olimpijskich w Albertville, zajmując 23. miejsce w biegu indywidualnym, 5. w spricie i 8. w sztafecie. Na rozgrywanych dwa lata później igrzyskach w Lillehammer zajęła 37. miejsce w biegu indywidualnym, 49. w sprincie i 7. w sztafecie. Brała też udział w igrzyskach olimpijskich w Nagano w 1998 roku, plasując się na 38. pozycji w biegu indywidualnym, 35. w sprincie i 6. w sztafecie.
Zdobyła również srebrny medal w sprincie podczas mistrzostw Europy w Kontiolahti w 1994 roku.

## Osiągnięcia

### Igrzyska olimpijskie
| Rok  | Miejscowość | Konkurencje | Konkurencje | Konkurencje | Konkurencje | Konkurencje | Konkurencje | Konkurencje |
| Rok  | Miejscowość | IN          | SP          | PU          | MS          | RL          | MR          | SR          |
| ---- | ----------- | ----------- | ----------- | ----------- | ----------- | ----------- | ----------- | ----------- |
| 1992 | Albertville | 23.         | 5.          | nd.         | nd.         | 8.          | nd.         | –           |
| 1994 | Lillehammer | 37.         | 49.         | nd.         | nd.         | 7.          | nd.         | –           |
| 1998 | Nagano      | 38.         | 35.         | nd.         | nd.         | 6.          | nd.         | –           |

### Mistrzostwa świata
| Rok  | Miejscowość | Konkurencje | Konkurencje | Konkurencje | Konkurencje | Konkurencje | Konkurencje | Konkurencje |
| Rok  | Miejscowość | IN          | SP          | PU          | MS          | RL          | MR          | SR          |
| ---- | ----------- | ----------- | ----------- | ----------- | ----------- | ----------- | ----------- | ----------- |
| 1989 | Feistritz   | 27.         | 6.          | nd.         | nd.         | 3.          | nd.         | –           |
| 1990 | Mińsk/Oslo  | 13.         | 7.          | nd.         | nd.         | 7.          | nd.         | –           |
| 1991 | Lahti       | 16.         | 4.          | nd.         | nd.         | 5.          | nd.         | –           |
| 1992 | Nowosybirsk | nd.         | nd.         | nd.         | nd.         | nd.         | nd.         | –           |
| 1993 | Borowec     | 26.         | 23.         | nd.         | nd.         | 1.          | nd.         | –           |
| 1997 | Osrblie     | 30.         | –           | nd.         | nd.         | 12.         | nd.         | –           |
| 1998 | Pokljuka    | nd.         | nd.         | –           | nd.         | nd.         | nd.         | –           |

### Puchar Świata

#### Miejsca w klasyfikacji generalnej
| Sezon     | Miejsce |
| --------- | ------- |
| 1988/1989 | 47.     |
| 1989/1990 | 1.      |
| 1990/1991 | 24.     |
| 1991/1992 | 8.      |
| 1992/1993 | 12.     |
| 1993/1994 | 25.     |
| 1996/1997 | -       |
| 1997/1998 | 83.     |

#### Miejsca na podium w zawodach chronologicznie
| Lp. | Dzień       | Rok  | Miejscowość  | Konkurencja                | Lokata | Pudła   | Czas biegu | Strata | Zwycięzca |
| --- | ----------- | ---- | ------------ | -------------------------- | ------ | ------- | ---------- | ------ | --------- |
| 1.  | 16 grudnia  | 1989 | Obertilliach | Sprint na 7,5 km           | 1.     | 0+0     | 21:29,7    | –      | –         |
| 2.  | 19 stycznia | 1990 | Anterselva   | Bieg indywidualny na 15 km | 1.     | ?       | ?          | –      | –         |
| 3.  | 27 stycznia | 1990 | Ruhpolding   | Sprint na 7,5 km           | 1.     | 0+2     | 21:32,6    | –      | –         |
| 4.  | 3 lutego    | 1990 | Walchsee     | Sprint na 7,5 km           | 1.     | 2+0     | 25:07,6    | –      | –         |
| 5.  | 15 marca    | 1990 | Kontiolahti  | Bieg indywidualny na 15 km | 1.     | 0+3+0+0 | 57:23,8    | –      | –         |
| 6.  | 14 marca    | 1992 | Fagernes     | Bieg indywidualny na 15 km | 1.     | 0+0+0+3 | 1:00:24,0  | –      | –         |